# Pagetopsis maculatus
Pagetopsis maculatus — вид окунеподібних риб родини Білокрівкові (Channichthyidae).

## Поширення
Вид досить поширений у Південному океані вздовж узбережжя Антарктиди.

## Опис
Дрібна риба. Максимальна довжина тіла 25 см.

## Спосіб життя
Морський, батидемерсальний вид. Поширений на глибині 200—800 м.